# Copa Bimbo 2010
La Copa Bimbo 2010 fue la segunda edición de la Copa Bimbo disputada en su totalidad en el Estadio Centenario en Montevideo, Uruguay, entre los días 15 y 18 de enero de 2010. Banfield, campeón argentino en ese entonces, iba a participar pero últimamente fue reemplazado por el conjunto de Danubio. En esta edición participaron los siguientes equipos:
- Club Atlético Peñarol
- Club Nacional de Football
- Club Nacional de Paraguay
- Danubio Fútbol Club

## Resultados
|  | Semifinales     | Semifinales     |       |                 | Final         | Final |  |
|  |                 |                 |       |                 |               |       |  |
|  |                 |                 |       |                 |               |       |  |
|  | 15 de enero     |                 |       |                 |               |       |  |
|  | Danubio         | 5               |       |                 |               |       |  |
|  | Nacional        | 2               |       |                 |               |       |  |
|  |                 |                 |       |                 |               |       |  |
|  |                 |                 |       |                 | 18 de enero   |       |  |
|  |                 |                 |       |                 | Danubio       | 1 (1) |  |
|  |                 | Nacional (pen.) | 1 (3) |                 |               |       |  |
|  |                 |                 |       |                 |               |       |  |
|  |                 |                 |       |                 |               |       |  |
|  |                 |                 |       |                 | Tercer puesto |       |  |
|  | 15 de enero     | 15 de enero     |       | 18 de enero     | 18 de enero   |       |  |
|  | Nacional (pen.) | 0 (6)           |       | Nacional (pen.) | 2 (3)         |       |  |
|  | Peñarol         | 0 (5)           |       |                 | Peñarol       | 2 (1) |  |

### Semifinales
| 15 de enero, 20:00 | Danubio                                                  | 5:2 (2:1) | Nacional (PAR)             | Estadio Centenario, Montevideo |                            |
|                    | Ifrán 9' 73' · Grossmüller 44' · Perrone 79' · Silva 88' | Reporte   | Miranda 17' · Mazacote 47' | Árbitro(s): Liber Prudente     | Árbitro(s): Liber Prudente |

| 15 de enero, 22:30 | Nacional (URU) | 0:0     | Peñarol | Estadio Centenario, Montevideo |                             |
|                    |                | Reporte |         | Árbitro(s): Jorge Larrionda    | Árbitro(s): Jorge Larrionda |

| Definición por penales |  |     |  |               |
| Guigou                 |  | 1:1 |  | Órteman       |
| A. Morales             |  | 2:1 |  | Ramírez       |
| Varela                 |  | 3:2 |  | Ramis         |
| Vera                   |  | 3:3 |  | Albín         |
| Lembo                  |  | 4:4 |  | Olivera       |
| Muñoz                  |  | 5:5 |  | Urretaviscaya |
| O. Morales             |  | 6:5 |  | A. González   |

### Tercer puesto
| 18 de enero, 20:00 | Nacional (PAR)             | 2:2 (1:2) | Peñarol                           | Estadio Centenario, Montevideo |                           |
|                    | Mazacote 31' · Irala 90+3' | Reporte   | Olivera 11' · Alonso 45+3' (pen.) | Árbitro(s): Yimmi Álvarez      | Árbitro(s): Yimmi Álvarez |

| Definición por penales |  |     |  |         |
| Caballero              |  | 1:0 |  | Órteman |
| Miranda                |  | 2:0 |  | Pacheco |
| Irala                  |  | 2:1 |  | Albín   |
| Ramos                  |  | 3:1 |  | Alcoba  |

### Final
| 18 de enero, 22:00 | Danubio     | 1:1 (0:0) | Nacional (URU) | Estadio Centenario, Montevideo |                           |
|                    | Perrone 78' | Reporte   | Blanco 90+1'   | Árbitro(s): Darío Ubriaco      | Árbitro(s): Darío Ubriaco |

| Definición por penales |  |     |  |             |
| Perrone                |  | 0:1 |  | Varela      |
| Mena                   |  | 0:2 |  | A. Morales  |
| Ifrán                  |  | 1:2 |  | A. González |
| Míguez                 |  | 1:3 |  | Ferro       |

| Uruguay                      |
| Campeón Nacional 1.er título |

| Predecesor: 2009 | Copa Bimbo 2010 | Sucesor: 2011 |

- Datos: Q81646